# Alfa Romeo Tipo 512
Alfa Romeo Tipo 512 — гоночный прототип, разработанный в 1940 году итальянской автомобилестроительной компанией Alfa Romeo. Он пришёл на смену гоночному болиду класса «Вуатюретт» Alfa Romeo 158. Дизайн модели был разработан Вильфредо Рикартом. Данная модель стала для него второй Alfa Romeo после модели Alfa Romeo Tipo 162 с двигателем V16. Данный автомобиль был первой Alfa Romeo с двигателем, расположенным по середине. Данная гоночная модель имела 12-цилиндровый оппозитный двигатель (строго говоря, это был двигатель V12 с углом между цилиндрами 180 градусов). Мотор имел два нагнетателя, с помощью которых двигатель мог выдавать 225 л. с. (168 кВт). Двигатель имел слишком короткий ход поршня, по сравнению с Гран-при моделями того времени, всего 54,2 мм. Потенциал данной модели был до конца не раскрыт, поскольку она осталась всего лишь прототипом. Максимальная мощность данного двигателя составляла примерно 335 л. с. (250 кВт) при 8600 об/мин, хотя в Музее Alfa Romeo в Арезе в информации о представленном там образце Tipo 512 указано: максимальная мощность (расчётная) 500 л. с. (373 кВт) при 11000 об/мин и максимальная скорость более 350 км/ч (217 миль/ч).
Совершенствование автомобиля было приостановлено в 1940 году, а в ходе Второй Мировой Войны проект был закрыт окончательно, так как было разработано новое шасси. Данный прототип никогда не участвовал в гонках.
Tipo 512 впервые был протестирован 12 сентября 1940 года главным тест-пилотом Alfa Romeo Консальво Санези. Несмотря на огромную мощность, управляемость автомобиля была далека от совершенства. Так 19 июня 1940 года тест-пилот Alfa Romeo Аттильо Маринони (Attilio Marinoni) погиб за рулём Tipo 512 из-за проблем с подвеской. Данная подвеска потом перешла на Alfetta 158.
Alfa Romeo выиграла Мировой Чемпионат Формулы-1 1950 года на Alfetta 158. Модель имела дизайн, первоначально разработанный для 512-й.
Было создано всего 2 экземпляра данной модели. Один стоит в Историческом Музее Alfa Romeo в Арезе, Италии. Другая модель находится в Музее Науки и Технологии «Леонардо да Винчи» в Милане, Италия.